# جمعه سیزدهم قسمت سوم
جمعه سیزدهم قسمت سوم (انگلیسی: Friday the 13th Part III) فیلمی در ژانر ترسناک به کارگردانی استیو مینر است که در سال ۱۹۸۲ منتشر شد.

## بازیگران
- دینا کیمل
- جفری راجرز
- کاترین پارکس
- ایمی استیل
- استیو ساسکیند
- استیو مینر